# Wapen van Terherne

Wapen van Terherne

Het wapen van Terherne is het heraldische dorpswapen van het Nederlandse dorp Terherne, in de Friese gemeente De Fryske Marren.  Bij gemeenteraadsbesluit van 8 december 1985 zijn een wapen en een vlag vastgesteld voor de 18 dorpen van de gemeente Boarnsterhim. Omdat van Terherne nog geen wapen bekend was, werd het dorpswapen ontworpen door de Fryske Rie foar Heraldyk.

## Beschrijving
De blazoenering van het wapen is: Drie gele klaverbladeren, twee in het midden en één daarboven, onder een witte lelie. De ondergrond is rood.

## Oorsprong
De oorsprong van het wapen is enkel bekend van een kastdeurtje in dorpscafé Zevenwouden aan de Buorren van Terherne. Naast de afbeelding van het districtswapen van Zevenwouden staat de tekst: Als ik het wel heb onthouden, is dit de hoek van Zevenwouden. Het kastdeurtje komt uit een boerderij in de uiterste hoek van het dorp aan De Herne. 'Herne' is Fries voor 'hoek'. Door de ligging in het uiterste hoekje van Zevenwouden stond de boerderij op driedistrictenpunt met Oostergo en Westergo. In deze verdwenen boerderij was een herberg en een bovenzaal gevestigd. Zo'n combinatie van herberg en boerderij kwam vaker voor. 

## Symboliek

Klaverbladen - De dorpswapens van Akkrum en Aldeboarn, die destijds net als Terherne in de vroegere grietenij Utingeradeel lagen, bevatten ook klaverbladen. Vermoed wordt dat de klaverbladen verwijzen naar de landbouw in de gemeente.
- Lelie -  De lelie is in de leer der emblemata een symbool van de maagd Maria, van zuiverheid en maagdelijkheid. De lelie is tevens het heraldische symbool van de stad Florence.

In de heraldiek staat de gele/gouden kleur voor 'wijsheid en rijkdom'. Zilver/wit staat voor 'trouw' en keel/rood voor 'moed, opoffering'.